# Ford Windstar
Windstar je bio veliki jednovolumen, kojeg je od 1994. do 2003. godine prvenstveno na tržištu Sjeverne Amerike prodavala marka Ford, a u prodaju je ušao kao zamjena za Aerostar, prvi jednovolumenski model tvrtke. 
Izgled modela je tijekom njegovog vremena na tržištu bio obnavljan dvaput, 1999. i 2001. godine, a za 2004. je zamijenjen Freestarom koji je u prodaji od jeseni 2003.